# Nelly Ramassamy
Nelly Ramassamy, née le 4 décembre 1983 à Saint-Louis de La Réunion, est une gymnaste artistique de haut niveau qui a participé aux Jeux olympiques d'été de 2000.

## Biographie
Elle participe aux Jeux olympiques de Sydney de 2000 à l'âge de 16 ans. Elle finit 29e du concours individuel et 7e en équipe. Mais derrière cette fierté, elle a dû faire d'énormes sacrifices. Elle quitte La Réunion à l'âge de 10 ans loin de sa famille pour aller à Marseille où elle commence une formation de sportive de haut niveau au club Saint-Giniez en 1993.
En 2004, à cause de deux blessures consécutives au tendon d'Achille, elle est contrainte d'arrêter sa carrière.
En qualité d'ancienne athlète, elle est souvent ambassadrice du sport auprès des jeunes,. Elle emmène la délégation féminine réunionnaise tous sports confondus aux jeux des îles de l'océan Indien 2019.

## Palmarès
Durant ses années de pratique, elle se construit un solide palmarès. Elle est encadrée par des entraîneurs nationaux.
Elle est championne de France en 1995 dans sa catégorie, elle finit 5e trois ans plus tard.
Sur le plan international, elle est 6e aux Championnats d'Europe en 1998, 8e aux Championnats du monde en 1999 et enfin 7e au concours général par équipe aux Jeux olympiques d'été 2000. Durant ces derniers Jeux, elle est accompagnée de deux autres Réunionnaises, Elvire Teza et Anne-Sophie Endeler. Aux Jeux olympiques de 2000, il y avait cinq gymnastes réunionnais, trois dans l'équipe féminine et deux dans l'équipe masculine, une représentation réunionnaise exceptionnelle qui ne s'est pas reproduite depuis.